# Hullagyáros
A Hullagyáros (eredeti cím: Accident Man) 2018-ban bemutatott brit–amerikai akcióthriller Jesse V. Johnson rendezésében. A főbb szerepekben Scott Adkins, Ray Stevenson, David Paymer és Ashley Greene látható.
Az Egyesült Királyságban 2018. április 16-án mutatták be. Magyarországon DVD-n adták ki szinkronizálva.
Folytatása 2022-ben jelent meg Hullagyáros 2. címmel.

## Cselekmény
A film főszereplője egy bérgyilkos, aki egy személyes ügy miatt szembekerül korábbi társaival.

## Szereplők
| Szerep            | Színész           | Magyar hang        |
| ----------------- | ----------------- | ------------------ |
| Mike Fallon       | Scott Adkins      | Laklóth Aladár     |
| Nagy Ray          | Ray Stevenson     | Törköly Levente    |
| Milton            | David Paymer      | Imre István        |
| Mészáros Cliff    | Ross O'Hennessy   | Albert Péter       |
| Patkány Pete      | Stephen Donald    | Varju Kálmán       |
| Finom Fred        | Perry Benson      | Elek Ferenc        |
| Hasfelmetsző Jane | Amy Johnston      | Solecki Janka      |
| Charlie Adams     | Ashley Greene     | Bogdányi Titanilla |
| Mick              | Michael Jai White | Bognár Tamás       |
| Mac               | Ray Park          | Sótonyi Gábor      |
| Atal Zim          | Ravi Aujla        | Rosta Sándor       |
| Leonard Kent      | Nick Moran        | Szabó Máté         |